# خع‌مررنبتی یکم
خع‌مررنبتی یکم شهبانویی مصری در دودمان چهارم و همسر فرعون خفرع بود. او مادر شاه منکورع و شهبانو خع‌مررنبتی دوم نیز به شمار می‌رود. درباره اینکه آیا پدر او خوفو بوده است یا نه تردید وجود دارد ولی سنگ‌نبشته‌هایی نام او را "دختر شاه" ذکر می‌کنند که نشان از پادشاه بودن پدرش دارد.
نگاره‌های آرامگاهی در جیزه به احتمال زیاد برای او ساخته شده بوده ولی برای دخترش خمررنبتی دوم تمام شده، اطلاعات زیادی درباره او به همراه داشته‌اند. او در نوشته‌های این آرامگاه با نام‌هایی چون بزرگ ستایش‌شدگان، بزرگِ عصای پادشاهی حتپ، او که هوروس و ست را می‌بیند، مادر شاه دوگانه، دختر خدایگان، کاهن تت، کاهن چازپف، و همسر شاه و معشوقه‌اش خوانده شده است.